# Petr Průcha
Petr Průcha (Chrudim, 14 settembre 1982) è un ex hockeista su ghiaccio ceco.

## Palmarès

### Mondiali
- 3 medaglie:
  - 1 oro (Austria 2005)
  - 2 bronzi (Slovacchia 2011; Finlandia/Svezia 2012)